# La rebelión de las muertas
La rebelión de las muertas es una película española de terror de 1973 dirigida por León Klimovsky.

## Argumento
Un sabio hindú conocedor del vudú africano y la magia india llamado Krisna (Jacinto Molina) tiene como colaboradora a su amante, Kala (Mirta Miller). Su misión es resucitar a mujeres muertas para utilizarlas en asesinatos.

## Reparto
- Paul Naschy como Krisna/Kantaka/Demonio.
- Mirta Miller como Kala.
- Vic Vinner como Lawrence.
- Luis Ciges como Jefe de Estación.
- Asunción Molero, Norma Kastell, Aurora de Alba e Ingrid Rabel: zombis
- Antonio Pica: Inspector de Scotland Yard

## Comentarios
Es uno de los films de terror exploitation por los que se conoce fundamentalmente a Klimovsky.
Paul Naschy, uno de los actores más recurrentes de Klimovsky, interpreta hasta tres papeles.

## Enlaces extern0s
- Vengeance of the Zombies en Internet Movie Database (en inglés).
- La rebelión de las muertas se puede descargar gratis en Internet Archive [más]
- Vengeance of the Zombies en AllMovie (en inglés).

- Datos: Q826534